# Faisal Al-Dakhil
Faisal Al-Dakhil ou فيصل الدخيل, né le 13 août 1957 à Koweït (ville), est un footballeur koweïtien des années 1980.

## Biographie
International koweïtien, il participe aux Jeux olympiques d'été de 1980 (quart-de-finale), inscrivant trois buts contre le Nigeria ; puis à la Coupe du monde de football de 1982 (1er tour), où il inscrit le premier but des Koweïtiens dans un mondial, contre la Tchécoslovaquie ; et à trois coupes d'Asie des nations (1976, 1980 et 1984) : finaliste en 1976 (1 but), vainqueur en 1980 (5 buts), troisième en 1984 (1 but).  
Il joue par ailleurs dans le club de Qadsia Sporting Club.